# 伯利恒塔

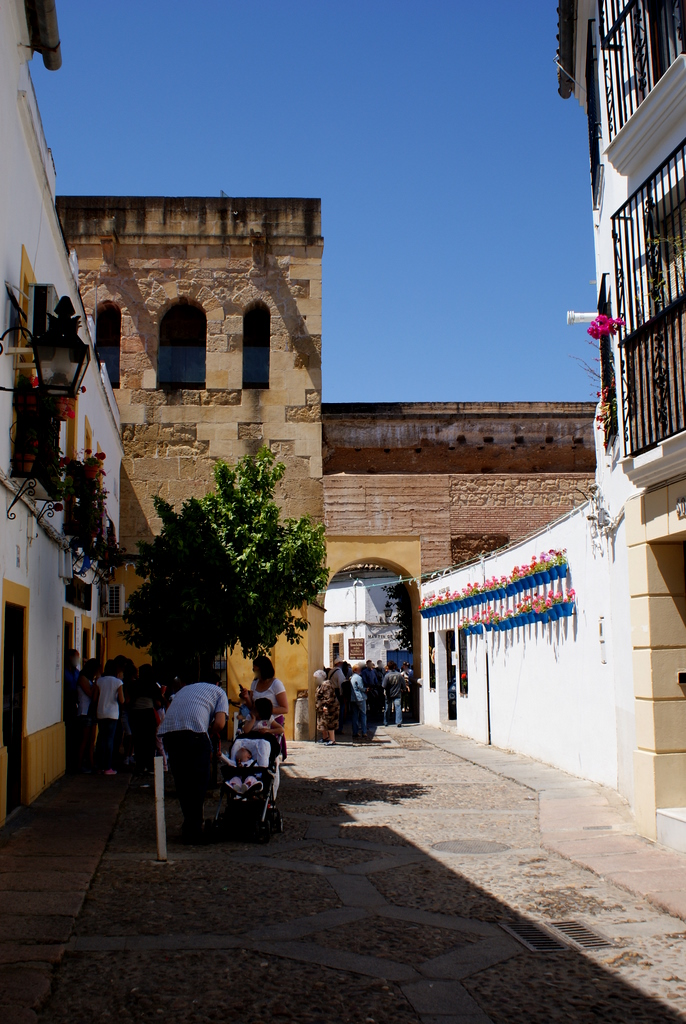
伯利恒塔

伯利恒塔（Torre de Belén）位于西班牙科尔多瓦的San Basilio社区。它是世界遗产科尔多瓦历史中心的一部分。
这座塔是原防御性城门的一个很好的例子。

## 建筑
塔为正方形，边长7.4米。用石灰岩块砌筑，通过两个相互垂直的门进出。北面的外门有一个尖顶的马蹄形拱门，而东面的内门通向底层，曾经被改造成小堂。因此，该建筑也被称为圣像塔（Torre de las Imágines）或圣本笃塔（Torre de San Benito）。塔的上部还有两层楼，每层都有半球形拱顶。从二楼可以通过圆形拱门进入城墙，通往南北方向。东墙的三个圆形拱门曾经安置教堂的钟。对于这座塔是建于12世纪伊斯兰教的穆瓦希德王朝，还是建于后来的基督教时期，存在分歧意见。 在1236年基督徒征服科尔多瓦之后，这座塔得到加固，成为防御城墙的一部分。。
2000年，伯利恒塔进行了修复，还包括小堂和祭坛画。